# «Миннесота Тимбервулвз» в сезоне 2012/2013
Сезон 2012-13 для Миннесоты Тимбервулвз стал 24-м сезоном в истории выступлений клуба в чемпионате НБА. Команда девятый сезон подряд не смогла попасть в серию плей-офф, однако впервые после продажи Кевина Гарнетта смогла одержать более 30 побед за сезон (соотношение побед и поражений: 31-51).

## Важные даты
- 28 июня 2012 - Драфт НБА 2012 года прошёл в Пруденшал-центр, Ньюарк (Нью-Джерси).

## Драфт
| Раунд | Выбор | Игрок        | Позиция | Национальность | Колледж         |
| ----- | ----- | ------------ | ------- | -------------- | --------------- |
| 2     | 58    | Робби Хуммел | ТФ      | США            | Пердью (4 курс) |

## Состав
| \| Поз. \| № \| Гражд. \| Имя \| Рост \| Вес \| Откуда \| \| ---- \| -- \| ------------- \| ----------------- \| ------ \| ------ \| ---------------------------- \| \| З/Ф \| 10 \| ! \| Бадинджер, Чейз \| 201 см \| 99 кг \| Аризона \| \| З \| 11 \| Пуэрто-Рико ! \| Бареа, Джей Джей \| 183 см \| 79 кг \| Северо-Восточный университет \| \| Ф \| 33 \| ! \| Каннингем, Данте \| 203 см \| 104 кг \| Вилланова \| \| Ф \| 47 \| Россия ! \| Кириленко, Андрей \| 206 см \| 107 кг \| Россия \| \| Ф/Ц \| 42 \| ! \| Лав, Кевин \| 208 см \| 118 кг \| Калифорнийский университет \| \| З \| 8 \| ! \| Ли, Малкольм \| 196 см \| 91 кг \| Калифорнийский университет \| \| Ц \| 14 \| Черногория ! \| Пекович, Никола \| 211 см \| 132 кг \| Черногория \| \| ЛФ \| 15 \| Франция ! \| Желабаль, Микаэль \| 201 см \| 98 кг \| Франция \| \| З \| 13 \| ! \| Риднур, Люк \| 188 см \| 79 кг \| Орегон \| \| З \| 9 \| Испания ! \| Рубио, Рики \| 193 см \| 82 кг \| Испания \| \| Ц \| 34 \| ! \| Стимсма, Грег \| 211 см \| 118 кг \| Висконсин \| \| Ц \| 20 \| ! \| Джонсон, Крис \| 211 см \| 95 кг \| Луизиана \| \| Ф \| 7 \| ! \| Уильямс, Деррик \| 203 см \| 109 кг \| Аризона \| \| З \| 1 \| Россия ! \| Швед, Алексей \| 198 см \| 83 кг \| Россия \| | Главный тренер - Рик Адельман Ассистенты тренера - Терри Портер - Джек Сикма - Ти Ар Дан - Билл Бэйно Состав • Переходы Последнее изменение: 3 марта 2013 года |               |                   |        |        |                              |
| Поз. | № | Гражд.        | Имя               | Рост   | Вес    | Откуда                       |
| З/Ф | 10 | !             | Бадинджер, Чейз   | 201 см | 99 кг  | Аризона                      |
| З | 11 | Пуэрто-Рико ! | Бареа, Джей Джей  | 183 см | 79 кг  | Северо-Восточный университет |
| Ф | 33 | !             | Каннингем, Данте  | 203 см | 104 кг | Вилланова                    |
| Ф | 47 | Россия !      | Кириленко, Андрей | 206 см | 107 кг | Россия                       |
| Ф/Ц | 42 | !             | Лав, Кевин        | 208 см | 118 кг | Калифорнийский университет   |
| З | 8 | !             | Ли, Малкольм      | 196 см | 91 кг  | Калифорнийский университет   |
| Ц | 14 | Черногория !  | Пекович, Никола   | 211 см | 132 кг | Черногория                   |
| ЛФ | 15 | Франция !     | Желабаль, Микаэль | 201 см | 98 кг  | Франция                      |
| З | 13 | !             | Риднур, Люк       | 188 см | 79 кг  | Орегон                       |
| З | 9 | Испания !     | Рубио, Рики       | 193 см | 82 кг  | Испания                      |
| Ц | 34 | !             | Стимсма, Грег     | 211 см | 118 кг | Висконсин                    |
| Ц | 20 | !             | Джонсон, Крис     | 211 см | 95 кг  | Луизиана                     |
| Ф | 7 | !             | Уильямс, Деррик   | 203 см | 109 кг | Аризона                      |
| З | 1 | Россия !      | Швед, Алексей     | 198 см | 83 кг  | Россия                       |

## Предсезонная подготовка
В рамках предсезонной подготовки команда провела семь матчей (10-16 октября 2012 года), четыре игры дома и три на выезде. Соотношение побед и поражений 5-2 (4 домашних выигрыша, один выигрыш и два проигрыша на выезде). Дважды «Миннесота» встречалась с «Индианой» и «Чикаго», по одному разу - с «Детройтом», «Милуоки» и один матч был сыгран не с командой НБА, ей стала «Маккаби» из Хайфы. Поражения «волки» потерпели от «Чикаго» и «Индианы» на выезде.

## Регулярный чемпионат

### Северо-Западный дивизион
| Северо-западный дивизион | В  | П  | %П   | Отст. | Дома  | В гостях | Див  | И  |
| ------------------------ | -- | -- | ---- | ----- | ----- | -------- | ---- | -- |
| Оклахома-Сити Тандер     | 60 | 22 | .732 | 0.0   | 34–7  | 26–15    | 10–6 | 82 |
| Денвер Наггетс           | 57 | 25 | .695 | 3.0   | 38–3  | 19–22    | 11–5 | 82 |
| Юта Джаз                 | 43 | 39 | .524 | 17.0  | 30–11 | 13–28    | 9–7  | 82 |
| Портленд Трэйл Блэйзерс  | 33 | 49 | .402 | 27.0  | 22–19 | 11–30    | 6–10 | 82 |
| Миннесота Тимбервулвз    | 31 | 51 | .378 | 29.0  | 20–21 | 11–30    | 4–12 | 82 |

### Западная конференция
| Западная конференция | Западная конференция    | Западная конференция | Западная конференция | Западная конференция | Западная конференция | Западная конференция |
| №                    | Команда                 | В                    | П                    | %П                   | Отст.                | И                    |
| -------------------- | ----------------------- | -------------------- | -------------------- | -------------------- | -------------------- | -------------------- |
| 1                    | Оклахома-Сити Тандер *  | 60                   | 22                   | .732                 | –                    | 82                   |
| 2                    | Сан-Антонио Спёрс *     | 58                   | 24                   | .707                 | 2.0                  | 82                   |
| 3                    | Денвер Наггетс          | 57                   | 25                   | .695                 | 3.0                  | 82                   |
| 4                    | Лос-Анджелес Клипперс * | 56                   | 26                   | .683                 | 4.0                  | 82                   |
| 5                    | Мемфис Гриззлис         | 56                   | 26                   | .683                 | 4.0                  | 82                   |
| 6                    | Голден Стэйт Уорриорз   | 47                   | 35                   | .573                 | 13.0                 | 82                   |
| 7                    | Лос-Анджелес Лейкерс    | 45                   | 37                   | .549                 | 15.0                 | 82                   |
| 8                    | Хьюстон Рокетс          | 45                   | 37                   | .549                 | 15.0                 | 82                   |
| 9                    | Юта Джаз                | 43                   | 39                   | .524                 | 17.0                 | 82                   |
| 10                   | Даллас Маверикс         | 41                   | 41                   | .500                 | 19.0                 | 82                   |
| 11                   | Портленд Трэйл Блэйзерс | 33                   | 49                   | .402                 | 27.0                 | 82                   |
| 12                   | Миннесота Тимбервулвз   | 31                   | 51                   | .378                 | 29.0                 | 82                   |
| 13                   | Сакраменто Кингз        | 28                   | 54                   | .341                 | 32.0                 | 82                   |
| 14                   | Нью-Орлеан Хорнетс      | 27                   | 55                   | .329                 | 33.0                 | 82                   |
| 15                   | Финикс Санз             | 25                   | 57                   | .305                 | 35.0                 | 82                   |

### Достижения
В домашнем матче 2 января 2013 года против «Нью-Орлеан Хорнетс» Данте Каннингем установил новый рекорд клуба по количеству точных бросков в одном матче, забив 9 из 9 бросков, проведя на площадке 26 минут.

## Матч всех звёзд
- Алексей Швед и Рики Рубио стали участниками Матча новичков НБА.

## Переходы
| Пришли : Покупки и обмены - Чейз Бадингер - Данте Каннингем В качестве свободных агентов : - Лу Амундсон - Уилл Конрой - Андрей Кириленко - Брэндон Рой - Алексей Швед - Грег Стимсма - Лазар Хэйуорд | Ушли : Покупки и обмены - Уэйн Эллингтон - Уэсли Джонсон - Брэд Миллер В качестве свободных агентов : - Майкл Бизли - Энтони Рэндольф - Энтони Толливер Отчислены : - Дарко Миличич - Мартелл Уэбстер |

### Покупки и обмены
| 26 июня 2012                        | В «Миннесоту»Чейз Бадингер Права на драфт Лиора Элияху | В «Хьюстон»18-й пик драфта 2012 года                                                                                                  |
| 13 июля 2012                        | В «Миннесоту»Право выбора во втором раунде драфта 2016 года | В «Нью-Орлеан»Брэд Миллер Право выбора во втором раунде драфта 2013 Право выбора во втором раунде драфта 2016 Денежное вознаграждение |
| 24 июля 2012                        | В «Миннесоту»Данте Каннингем | В «Мемфис»Уэйн Эллингтон |
| 27 июля 2012 (трехсторонняя сделка) | В «Миннесоту»Право выбора во втором раунде драфта 2013 (от «Нью-Орлеана») Право выбора во втором раунде драфта 2014 (от «Финикса») Право выбора во втором раунде драфта 2017 (от «Нью-Орлеана») | В Финикс СанзУэсли Джонсон Право выбора в первом раунде драфта                                                                        |

### Свободные агенты
| Пришли :         | Пришли :        | Пришли :                           |
| Игрок            | Дата подписания | Бывший клуб                        |
| ---------------- | --------------- | ---------------------------------- |
| Алексей Швед     | 25 июля         | ЦСКА (Москва) (Россия)             |
| Андрей Кириленко | 27 июля         | ЦСКА (Москва) (Россия)             |
| Брэндон Рой      | 31 июля         | Портленд Трэйл Блэйзерс            |
| Грег Стимсма     | 2 августа       | Бостон Селтикс                     |
| Лу Амундсон      | 24 сентября     | Индиана Пэйсерс                    |
| Уилл Конрой      | 28 сентября     | Рио-Гранде Вэллей Вайперс (Д-Лига) |
| Лазар Хэйуорд    | 31 декабря      | Талса Сиксти Сикстерс (Д-Лига)     |

| Ушли :          | Ушли :           | Ушли :            |
| Игрок           | Дата расторжения | Новый клуб        |
| --------------- | ---------------- | ----------------- |
| Майкл Бизли     | 20 июля          | Финикс Санз       |
| Энтони Рэндольф | 20 июля          | Денвер Наггетс    |
| Мартелл Уэбстер | 29 августа       | Вашингтон Уизардс |
| Энтони Толливер | 27 сентября      | Атланта Хокс      |

## Достижения

### Индивидуальные
В матче с «Нью-Орлеаном» Андрей Кириленко совершил 1000-й перехват в карьере и таким образом стал 15-м игроком в истории НБА, у которого на счету более 1000 перехватов, 1000 блок-шотов и 2000 передач.
В матче 6 апреля 2013 года против «Детройт Пистонс» главный тренер команды Рик Адельман одержал 1000-ю победу в НБА.

## Травмы
Основной проблемой для коллектива из Миннеаполиса оставались травмы. 16 марта 2012 года закончился прошлый сезон для испанца Рики Рубио, а команда не попала в плей-офф из-за в том числе из-за травм ведущих игроков.
Период восстановления затянулся, и хотя игрок вышел на поле уже в конце 2012 года, оптимальной формы он еще не набрал. Более того, его беспокоили боли в спине - из-за этого Рубио не принял участия и в выездных матчах «Миннесоты» начала января 2013 года.
Четыре матча в конце 2012 года из-за болей в спине пропустил Андрей Кириленко .
В период предсезонной подготовки (в середине октября) перелом правой руки получил Кевин Лав. Ожидалось возвращение игрока в течение 6-8 недель. Однако вернулся на площадку он достаточно неожиданно, выйдя в 10-м матче команды против «Денвера».
После восстановления в матче 20 декабря 2012 года против «Оклахомы» он получил повреждение глаза, однако уже в следующем матче против «Нью-Йорк Никс» вышел на площадку. Вновь травмировался лидер «Миннесоты» в третьей четверти выездного матча против «Денвера» 3 января 2013 года - игрок повредил палец на правой руке . После перенесённой 15 января операции ожидалось возвращение лидера «волков» только в середине марта.
По ходу первых матчей травмировались Бадингер, Ли и Рой, две игры на старте сезона пропустил Пекович.
6 января 2013 года в домашней игре против «Портленда» ушиб ребра получил Пекович. Не выходили на матч также Рубио и Лав, а в заявке команды оказалось всего лишь 10 игроков. В выездном матче 11 января против «Нью-Орлеана» в заявку попало девять игроков.
13 января 2013 года появилась информация, что защитнику Малкольму Ли предстоят две операции и он выбыл как минимум до конца сезона.
17 января в матче против «Лос-Анджелес Клипперс» ушиб бедра вновь получил основной центровой «волков» Пекович. По итогам обследования врачи рекомендовали ему воздержаться от игр на 7-10 дней.
Из-за проблем с голеностопом пять игр пропускал в конце января Алексей Швед.
Для решения проблем «Тимбервулвз» подписали десятидневный контракт с французским форвардом Микаэлем Желабалем, на замену Пековичу был приглашён центровой Крис Джонсон.
В матче 5 февраля в первой четверти домашнего матча против «Портленда» травму четырехглавой мышцы правой ноги получил Андрей Кириленко.
В начале марта из строя вновь выбыли Кириленко и Пекович.